# Герб Русского царства

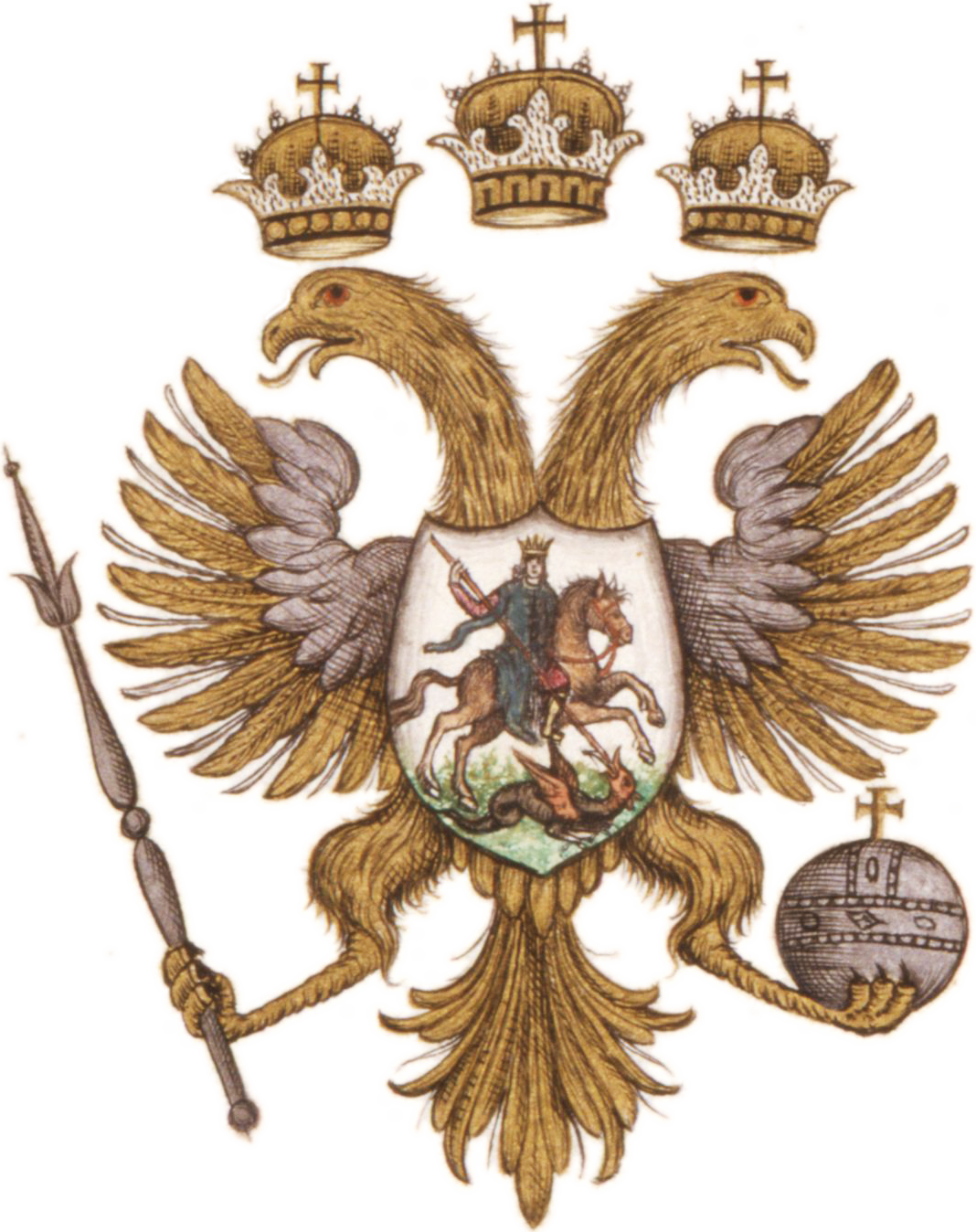
Оригинальный эскиз герба

Герб Русского царства — один из главных государственных символов Русского царства в 1547—1721 годах

## История
В историографии двуглавый орёл являлся символом многих государств.
Одним из старейших изображений двуглавого орла является одна из декоративных фигур на умбоне южных Золотых врат Рождественского собора в Суздале, которые датируются 1230—1240 годами, ещё домонгольским периодом. На фресках 1380 года в церкви Спаса Преображения на Ковалёве, в Новгороде, на одеяниях святых присутствовали изображения двуглавых орлов.
В Оружейной палате Московского кремля хранятся два посоха, украшенных накладками с резьбой по моржовому клыку, относящиеся к времени правления Ивана III.
Другой посох, принадлежавший московскому митрополиту Геронтию хранится в Новгородском государственном музее-заповеднике, среди множества декоративных фигур на них присутствуют и два изображения двуглавого орла. Среди зооморфных изображений Грановитой палаты Московского кремля тоже присутствует двуглавый орёл, который несколько раз повторяется в обрамлении центральной композиции.
Изображение двуглавого орла присутствовало на монетах Великого князя Тверского Михаила Борисовича в конце XV века.
В Золотой Орде двуглавый орёл с многочисленными другими фигурами, встречается на монетах с конца XIII по вторую половину XIV века. Наиболее ранними считают двуглавых орлов на медных фоллариях монетного двора Сакчи (район Дуная) с изображением тамги беклярибека Ногая (1235—1300). Позже двуглавый орёл встречается на монетах золотоордынских ханов Тохты, Джанибека, Узбека и Тохтамыша, широко представлен в корпусе монет Крыма в составе Золотой Орды (сер. XIII — нач. XV в.).
На печати Ивана III Великого, доставшейся от Василия II Васильевича Тёмного, изначально был изображён лев, терзающий змею (Лев — символ Владимирского княжества). Однако в конце XV века был избран новый символ государства — ездец, употреблявшийся ещё в Древнерусском государстве. Вторым символом был избран двуглавый орёл, тем самым де-факто оспаривая права сильнейшего государства Западной Европы — Габсбургской империи на этот образ. И у Ивана III был законный повод — с 1472 года он был женат венчанным браком на Софье Палеолог — племяннице последнего императора Византии и дочери морейского деспота, у которых этот знак был родовым.

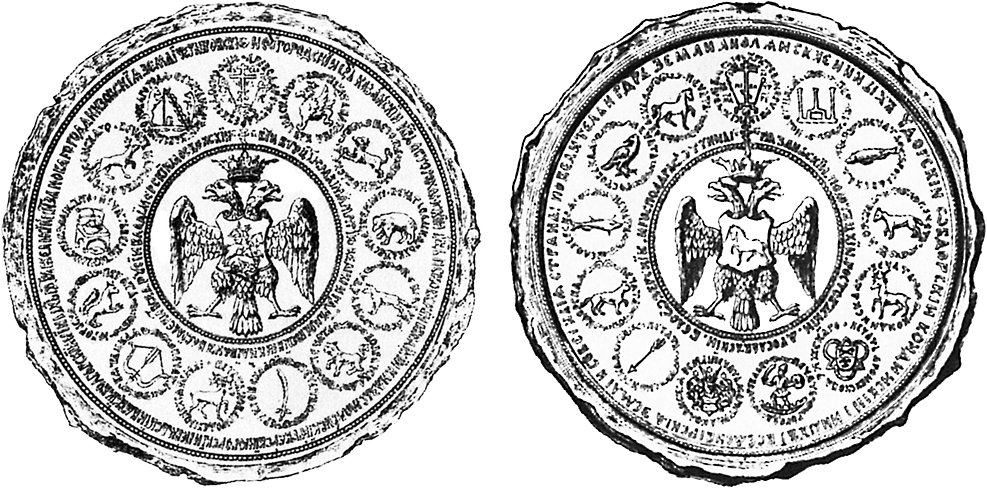
Большая государственная печать Ивана IV с единорогом. 1583 г.

После женитьбы на княжне Византийской династии и присоединения Тверского княжества впервые появляется великокняжеская печать Ивана III. Первое достоверное свидетельство использования двуглавого орла в качестве государственной эмблемы является печать, скрепившая в 1497 году его грамоту на земельные владения удельных князей. Ранее, в 1490 году, изображение позолоченного двуглавого орла появилось на портале Грановитой палаты в Кремле. При Иване IV Грозном всадник получил корону. Тогда же на большой государственной печати Ивана Грозного 1562 года щиток с ездецом переместился на грудь орла. С 1562 года в щитке на груди орла стал появляться единорог. Он присутствует на некоторых печатях Ивана IV, Бориса Годунова, Лжедмитрия (1605—1606), Михаила Фёдоровича, Алексея Михайловича.
На печати 1589 года Фёдора Иоанновича меж голов орла появляется православный крест на Голгофе.

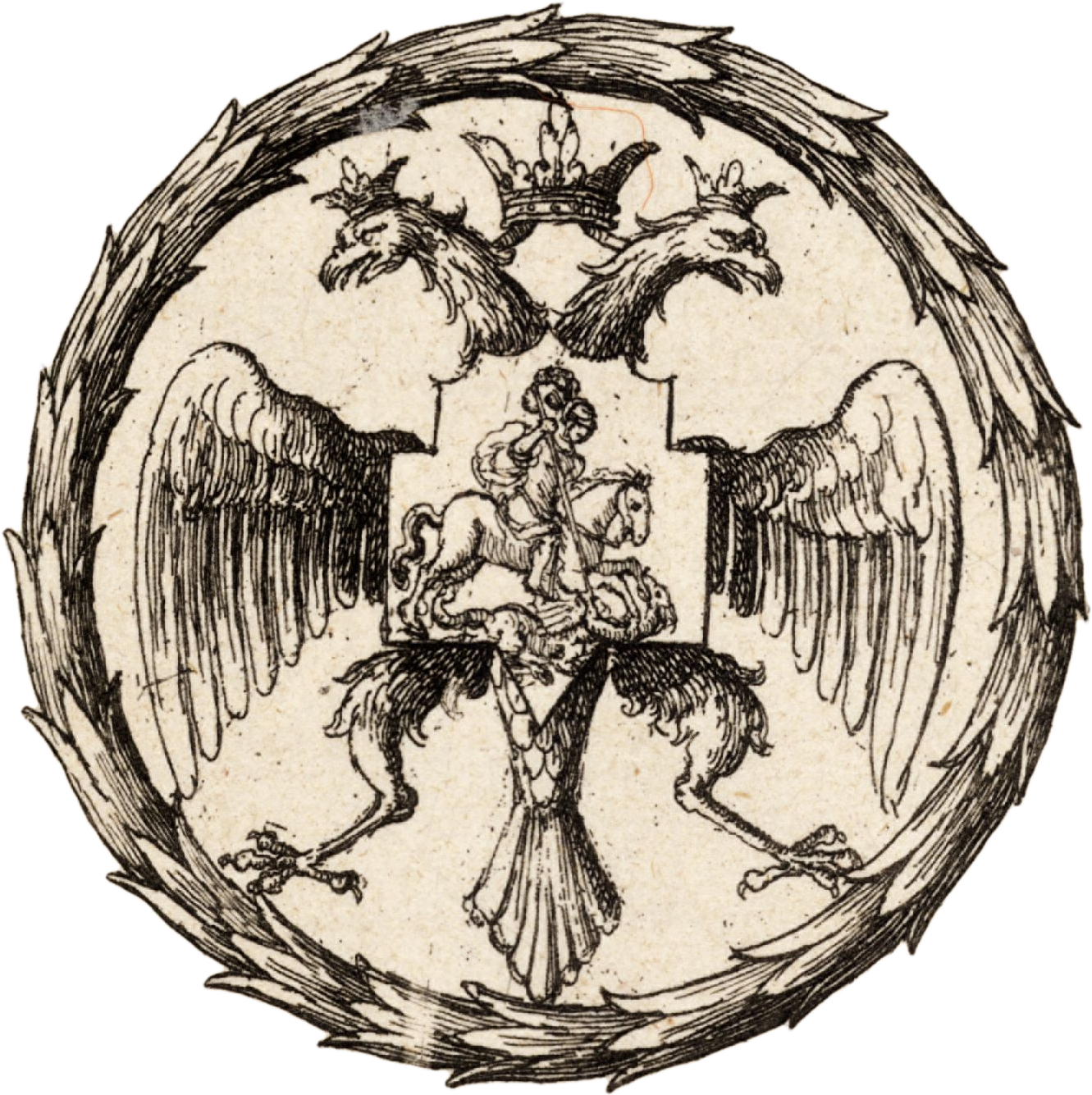
Гербовый орёл с тремя коронами с печати Бориса Годунова (до 1604 г.)

На одной из печатей Лжедмитрия (1604) орёл был изображён под тремя коронами, а всадник на груди орла был повёрнут в правую геральдическую сторону. Однако после Лжедмитрия поворот всадника был вновь изменён, а над головами орла ещё долго изображались две короны. При Михаиле Фёдоровиче на малой государственной печати изображение двуглавого орла дополняется третьей короной, эта же тенденция сохраняется и на Большой государственной печати царя Алексея Михайловича.

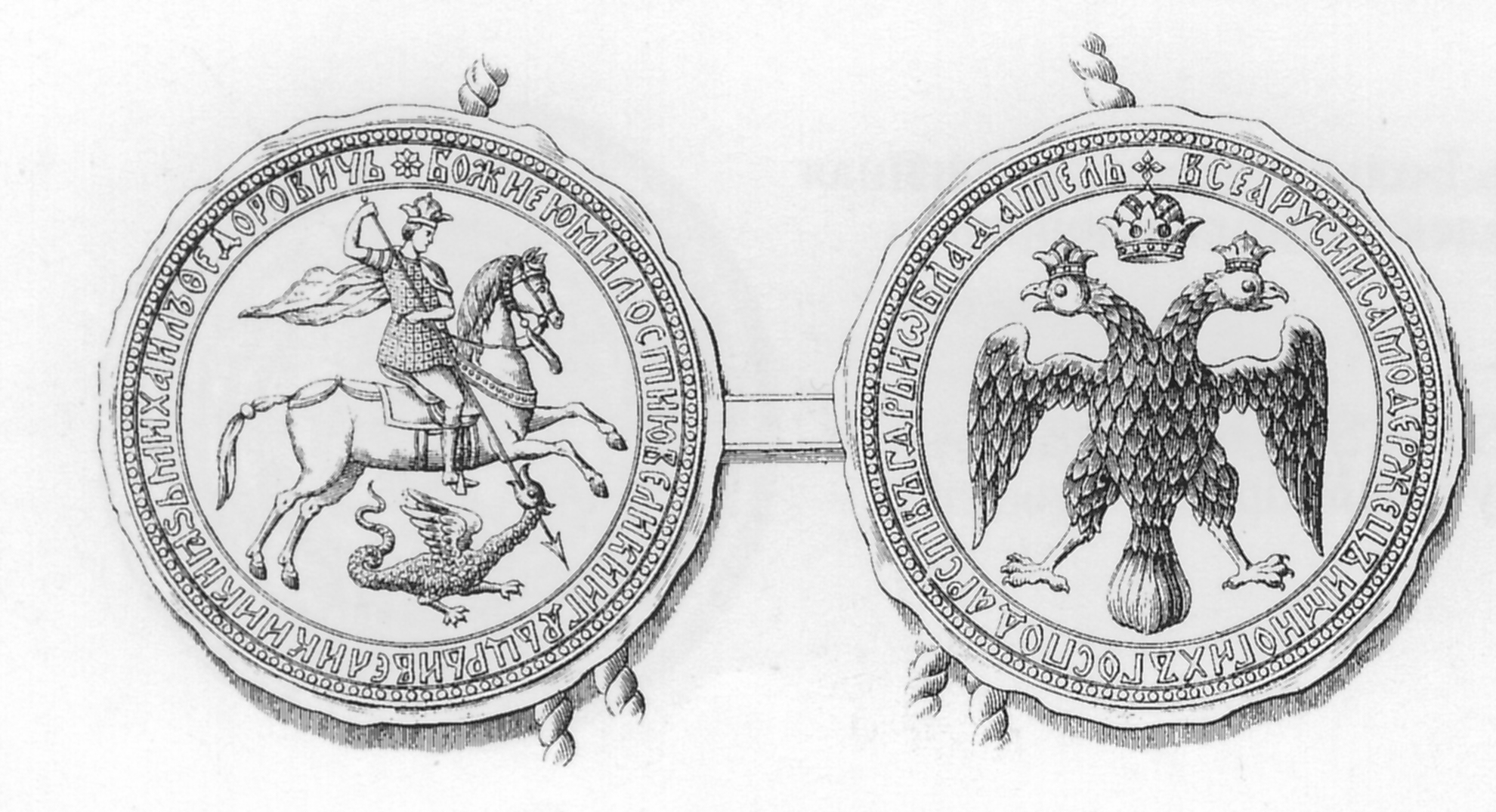
Печать Михаила Фёдоровича Романова (1627 г.)

27 марта 1654 года в жалованной грамоте Богдану Хмельницкому в лапах орла впервые появились скипетр и держава. В 1654—1667 годах скипетр и держава, наряду с шестью городами вокруг орла, символизировавшими Великую, Малую и Белую Русь, а также Восточные, Западные и Северные страны, с двумя группами людей под ним, появились на государственных печатях царя Алексея Михайловича. Это же выражение встречается в грамотах царя Федора Ивановича афонскому Хиландарскому монастырю 1585 года, где оно присутствуют в следующей форме: «и иных многих государств государь, Восточных, и Западных, и Северных, отчич, и дедич, и наследник». В данном контексте это выражение относится к результатам Ливонской войны и войны с Речью Посполитой. Группы вооруженных людей под орлом символизируют изображение запорожских казаков, ставших подданными Московского царя.
В указе «О титуле царском и о государственной печати» даётся официальное объяснение символики трёх корон — три царства: Казанское, Астраханское, Сибирское.
Орел двоеглавый есть герб державный Великого Государя, Царя и Великого Князя Алексея Михайловича всея Великая и Малая и Белыя России самодержавца, Его Царского Величества Российского царствования, на котором три короны изображены знаменующие три великие Казанское, Астраханское, Сибирское славные царства. На персях изображение наследника; в пазноктях скипетр и яблоко, и являет милостивейшего Государя, Его Царского Величества Самодержавца и Обладателя.
В 1672 году был составлен первый русский гербовник «Титулярник», где было представлено изображение и описание печати российского государства — золотого двуглавого орла под тремя коронами со скипетром и державой на белом фоне с шестью городами. На царской грамоте Алексея Михайловича 1673 года золотой двуглавый орёл тоже располагался на белом фоне, щит с всадником на груди орла так же имел белый цвет. Аналогичную раскраску имел герб на грамоте царя Фёдора Алексеевича.
В европейских книгах, атласах и картах гербовое изображение и раскраска орла имели различный цвет: золотой, чёрный, серебряный, коричневый и синий. Например в различных изданиях XVI—XVII веков гербы на идентичных картах Москвы или на картах России, составленной царевичем Фёдором Годуновым имели произвольные цвета. Самое раннее описание цветов герба, датируется 1490 годом (временем его появления): «в гербе своем употребляет он черного двуглавого орла, с коронами, в зеленом поле».
В 1693—1709 годах при царе Петре Алексеевиче на царских флагах изображался золотой орёл на фоне триколора или чёрный орёл на жёлтом фоне. Схожее изображение чёрного двуглавого орла на золотом поле представлено и на флаге Священной Римской Империи.
В 1699 году секретарь австрийского посла в России Иоган-Георг Корб написал «Дневник путешествия в Московию», в котором описал приближённых Петра и расправу над стрельцами. Дневник содержал подробный рисунок герба России с изображением чёрного двуглавого орла с гербами городов на крыльях. Герб на жалованной грамоте Петра 1714 года отличался следующими цветами:
На жёлтом фоне помещаются золотые — двуглавый орёл, три короны, держава и скипетр; разными красками на крыльях орла изображены шесть гербов важнейших государств, вошедших в состав территории Московского царства; а на груди орла помещается щит красного цвета с изображением Георгия Победоносца в золотом панцыре, на белом коне, поражающего дракона темного цвета.
В 1721 году царь Петр I принял титул Всероссийского императора, российское (русское) царство стало называться Российской империей.

Галерея
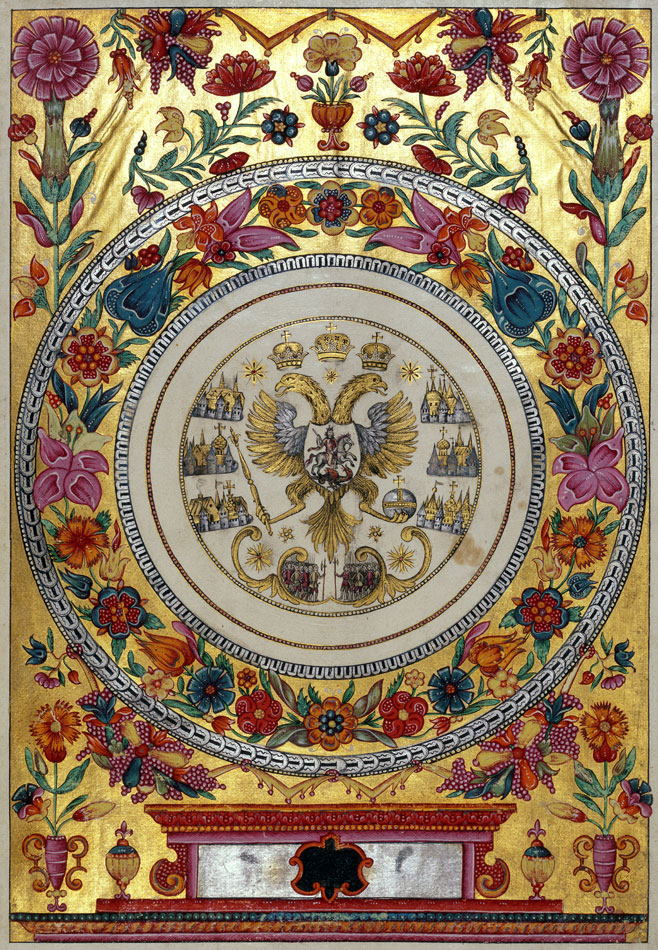
Рисунок печати Алексея Михаиловича 1667 года из Титулярника
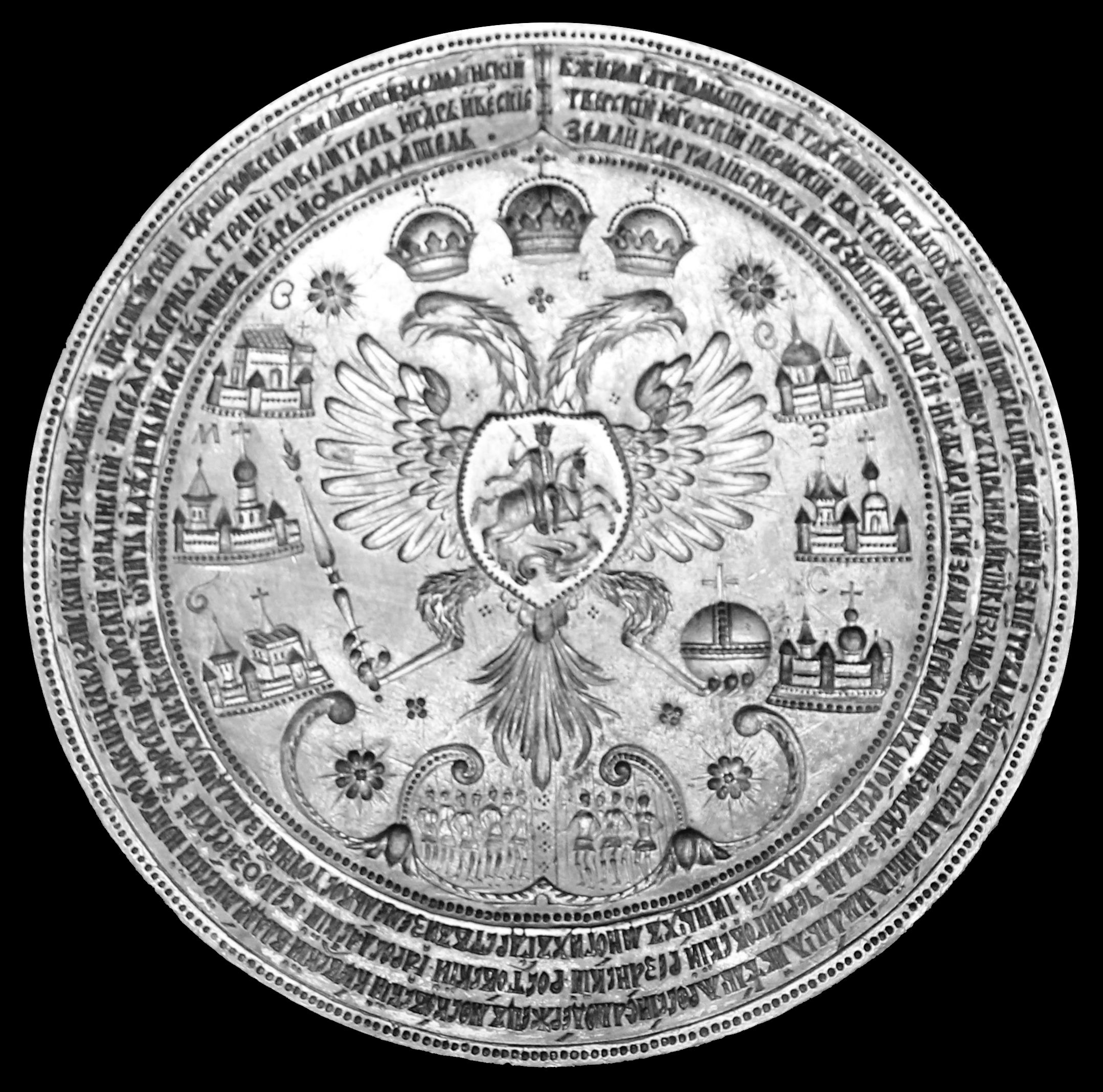
Большая государственная печать царей Иоанна и Петра Алексеевичей, 1682 год
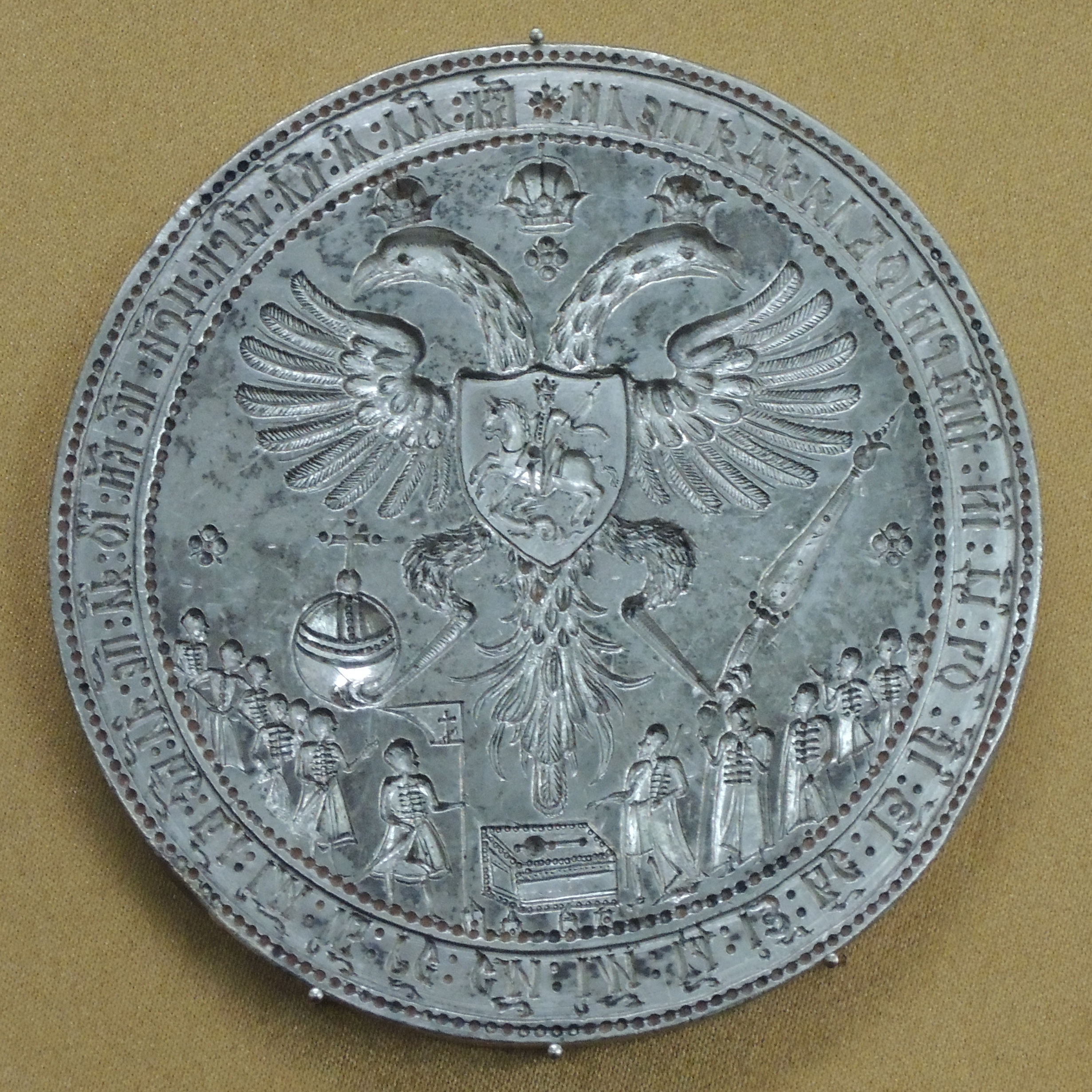
Печать Малороссийского приказа, 1686 год
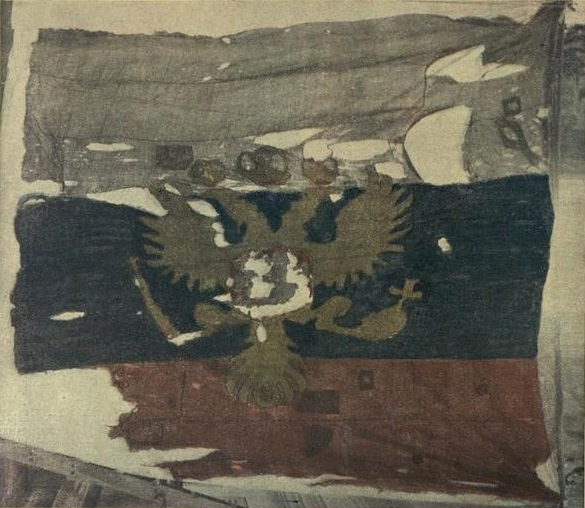
Царский флаг, 1693 год
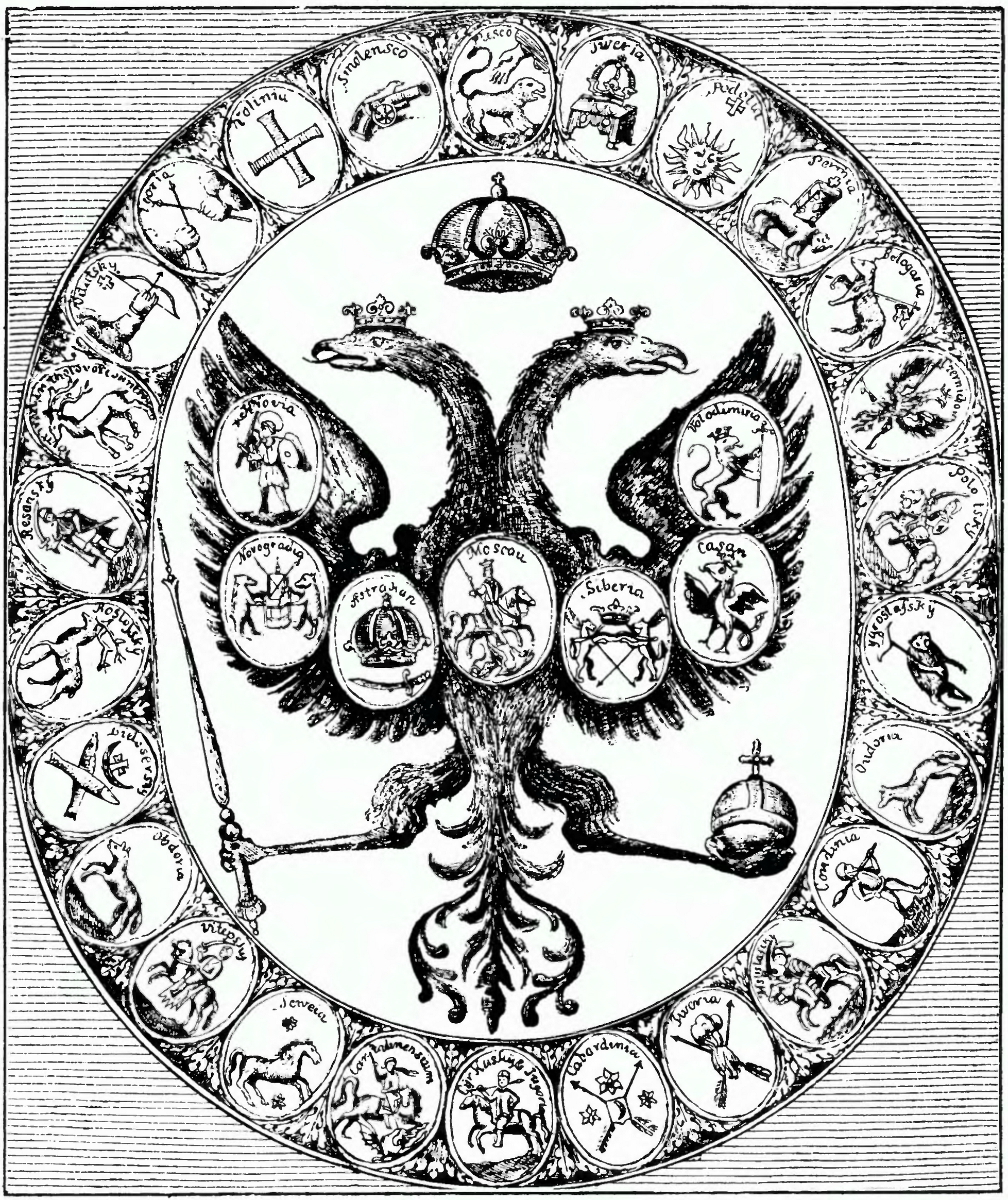
Русская государственная печать из дневника немецкого посла в России И. Г. Корба. 1698—1699 годы